# Festes del Setge d’Olp
Les Festes del Setge d'Olp són unes representacions teatrals que es van celebrar al Pallars entre l'any 2008 i el 2022 amb motiu del cinc-cents aniversari de la mort del darrer comte de Pallars, Hug Roger III.

## Antecedents i gènesi
L'any 2003 el Consell Comarcal del Pallars Sobirà, al capdavant d'un conjunt d'institucions i entitats, iniciava la commemoració del cinc-cents aniversari de l'empresonament d'una de les figures més emblemàtiques de la nostra història: Hug Roger III, el darrer comte de Pallars, amb ell acabà l'únic gran llinatge feudal de Catalunya encara existent. L'historiador Sobrequés i Vidal el va qualificar de «veritable heroi d'una tragèdia grega».
El Museu d'Història de Catalunya va acollir l'exposició: Muntanyes en rebel·lia: Hug Roger III i la fi de la Catalunya comtal.
Aquesta exposició va arribar l'any 2007 a la sala del Centre de Turisme del Consell Comarcal del Pallars Sobirà. És allí on les forces vives d'Olp es van fer conscients que durant la Guerra del Pallars (1484-87) entre Hug Roger III i Ferran el Catòlic i els Cardona durant l'agost del 1485, Olp va estar assetjada durant nou dies i que només va caure quan van arribar dues bombardes des de Solsona. D'aquí va sortir la idea de fer una festa cultural cada 15 d'agost per recuperar la història.
I va ser l'agost del 2008 que van començar les Festes del Setge d'Olp amb l'obra teatral Olp, via fora! Casualment, aquell any els historiadors acabaven de descobrir que el comte Hug Roger III havia mort el 1508 amb setanta-set o setanta-vuit anys, fins llavors es donava per fet que havia mort a l'edat setanta-tres anys i que havia passat tota la vida lluitant. Per tant, aquell acte es va convertir, de fet, en un homenatge al comte en els cinc-cents aniversari de la seva mort.
Aquell any més de 400 persones van desbordar la plaça d'Olp per veure la representació d'un espectacle interpretat per gent del poble totalment novella en les arts interpretatives.

## Desenvolupament
Les representacions van durar catorze anys fins al 2021 que es van acabar per manca de relleu generacional.
El guió cada any era diferent i es feien diverses representacions a l'agost per diferents pobles del Pallars. El guionista i director va ser sempre un professional. Josep de Moner en va ser el promotor i productor, i també el primer actor. Les Festes del Setge d'Olp es van convertir també en una escola de teatre per a tot el Pallars. Les representacions van tenir una mitjana de 800 espectadors anuals, es feien en pallarès, i sempre als voltants del 15 d'agost.

## Relació d'obres representades[calcitació]
- I. Olp, via fora!. 2008. Director: Marcel·lí Borrell. Representada a Olp
- II. Olp, somni d'una nit d'agost. 2009. Director: Marcel·lí Borrell. Representada a Olp
- III. Lo somni d'un Pallars lliure. 2010. Director: Daniel Valentín. Representada a Olp i Esterri d'Àneu
- IV. Després del setge d'Olp. 2011. Director: Jean Louis Roqueplan. Representada a Peramea, Olp i Esterri d'Àneu
- V. Lo país dels Pirineus. 2012. Director: Jean Louis Roqueplan. Col·laboració especial d'Agnès Marquès i Francesc Orella. Representada a Peramea, Olp i Rialp
- VI. Hug, lo darrer comte. 2013. Director: Toni Alcalde. Col·laboració especial de Carles Canut. Representada a Olp, Peramea i Ribera de Cardós
- VII. Ni covards ni traïdors?. 2014. Director: Toni Alcalde. Col·laboració especial de Pep Cruz. Representada a Olp, Esterri d'Àneu i Rialp.
- VIII. Les invasions bàrbares. 2015. Director: Toni Alcalde. Representada a Peramea, Olp, La Guingueta d'Àneu i Rialp
- IX. Hug Roger superstar. 2016. Director: Toni Alcalde. Representada a Tremp, Tavascan, Olp, Peramea i Rialp
- X. El retorn d'Hug Roger. 2017. Directora: Laia Alsina. Representada a Tremp, Llavorsí, Rialp i Olp
- XI. Hug Roger, exili i presó. 2018. Director: Jordi Pérez. Representada a Rialp, Peramea, Sort i Olp
- XII. Hug Roger i la profecia de Gradepus. 2019. Director: Jordi Pérez. Representada a Rialp, Llavorsí, Peramea, Olp i Sorre
- XIII. Joc de comtes. 2020. Director: Jordi Pérez. No es va poder representar per la pandèmia
- XIV. Joc de comtes. Nova versió. 2021. Director: Jordi Pérez. Representada a Rialp, Seurí, Olp i Vilamur
- XV. Rememorant el setge d'Olp. 2022. Projecció al cinema-teatre Els til·lers de Sort del vídeo de les V Festes del Setge d'Olp.